# Полицајац манијак 2
Полицајац манијак 2 (енгл. Maniac Cop 2) је амерички хорор филм из 1990, режисера Вилијама Лустига са Робертом Давијем, Брусом Кембелом, Клаудијом Кристијан, Лорен Ландон и Робертом З'Даром у главним улогама. Представља директан наставак филма Полицајац манијак.
Кембел и Ландонова су се вратили у улоге двоје преживелих из претходног филма, док се З'Дар вратио у улогу главног негативца, Мета Кордела.
Филм је добио претежно позитивне критике и представља успешан наставак оригиналног филма. Номинован је за Фангорија награду за најбољи нискобуџетни филм и најбољи сценарио. Три године касније добио је наставак под насловом Полицајац манијак 3: Значка тишине.

## Радња
Пошто је преживео догађаје са краја претходног филма, Мет Кордел се враћа по освету. Овога пута главне мете су му Џек Форест (Брус Кембел) и Тереза Малори (Лорен Ландон), који су успели да преживе његов претходни крвави пир.

## Улоге
| Глумац             | Улога                        |
| ------------------ | ---------------------------- |
| Роберт Дави        | детектив поручник Шон Мекини |
| Брус Кембел        | Џек Форест                   |
| Клаудија Кристијан | Сузан Рајли                  |
| Лорен Ландон       | Тереза Малори                |
| Роберт З'Дар       | Метју „Мет” Кордел           |
| Мајкл Лернер       | заменик комесара Едвард Дојл |
| Кларенс Вилијамс   | Џозеф Блум                   |
| Лео Роси           | Стивен Туркел                |
| Паула Трики        | Шерил                        |
| Чарлс Непер        | Лу Бреди                     |
| Ангел Салазар      | Кирби                        |
| Хенк Гарет         | Том Охентон                  |
| Роберт Ерл Џоунс   | Хари Бергман                 |
| Сем Рејми          | репортер                     |